# Флорентійська мозаїка

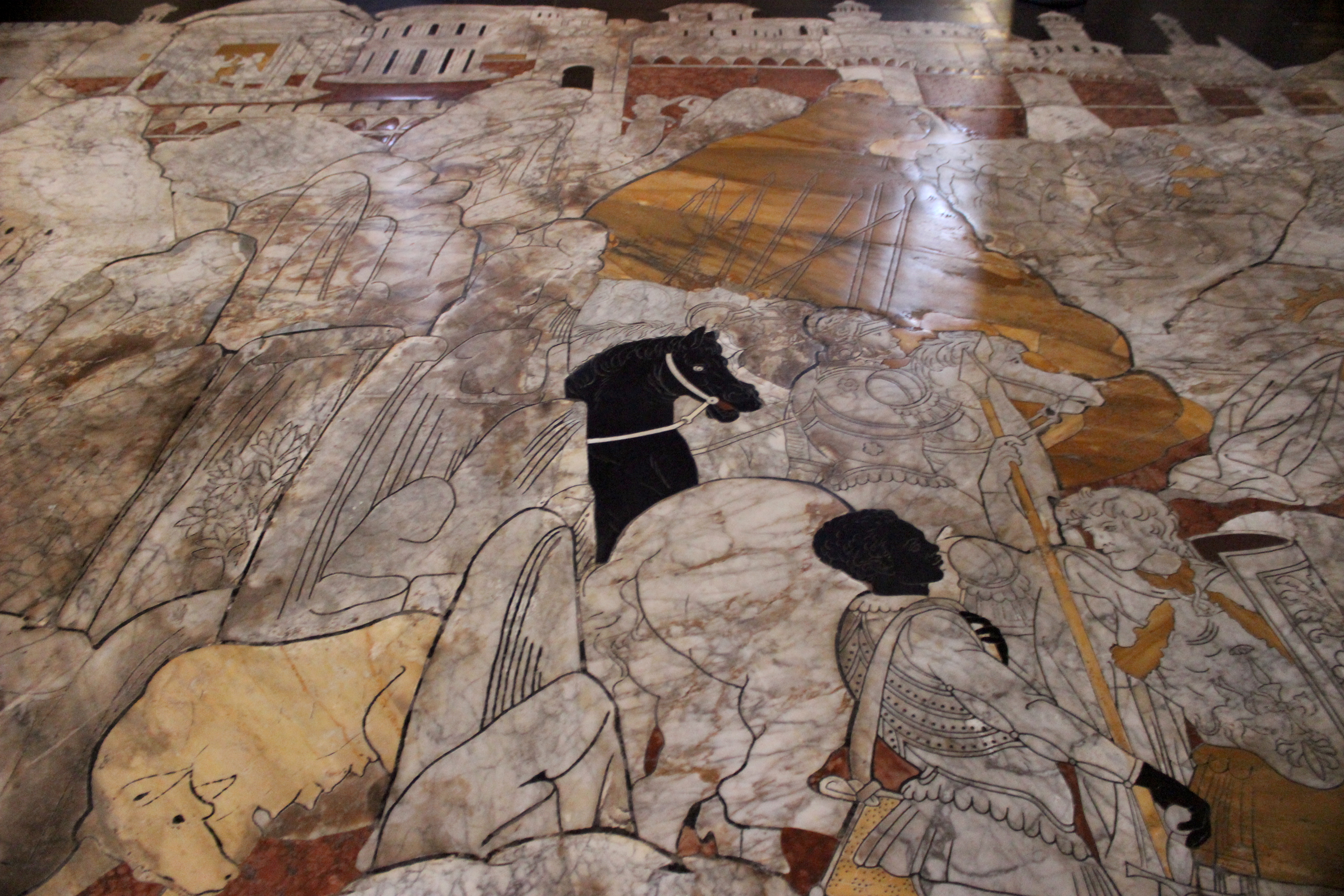
Нероччо де Ланді. Мозаїка для підлоги в Катедральному соборі міста Сієна.

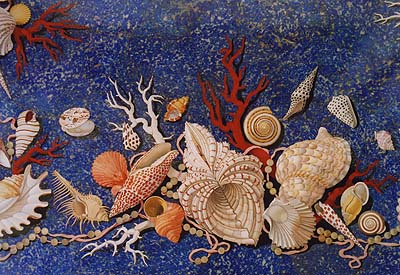
Флорентійська мозаїка Натюрморт з мушлями. 18 століття. Хофбург, Німеччина.

 Флорентійська мозаїка (італ. Pietra dura) — різновид мозаїки, орнаменти та сюжети якої виготовляють з невеликих кольорових камінців і мармуру, що нагадують окремі мазки у живописі. За аналогією з дерево-різьбою цю технологію називають також різьбою по твердому камені.

## Історія

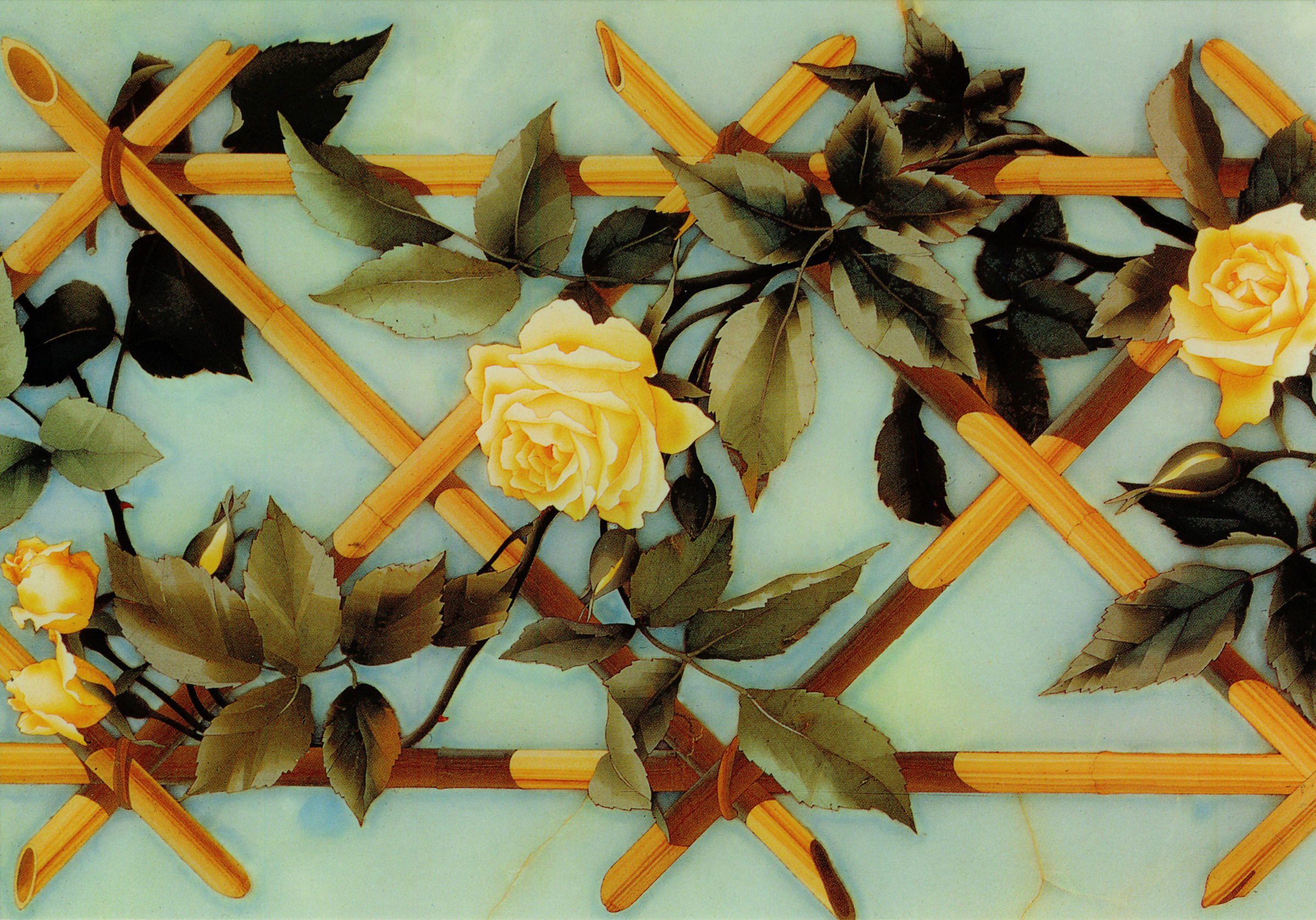
Флорентійська мозаїка. Декор з жовтими трояндами. 1882 рік.

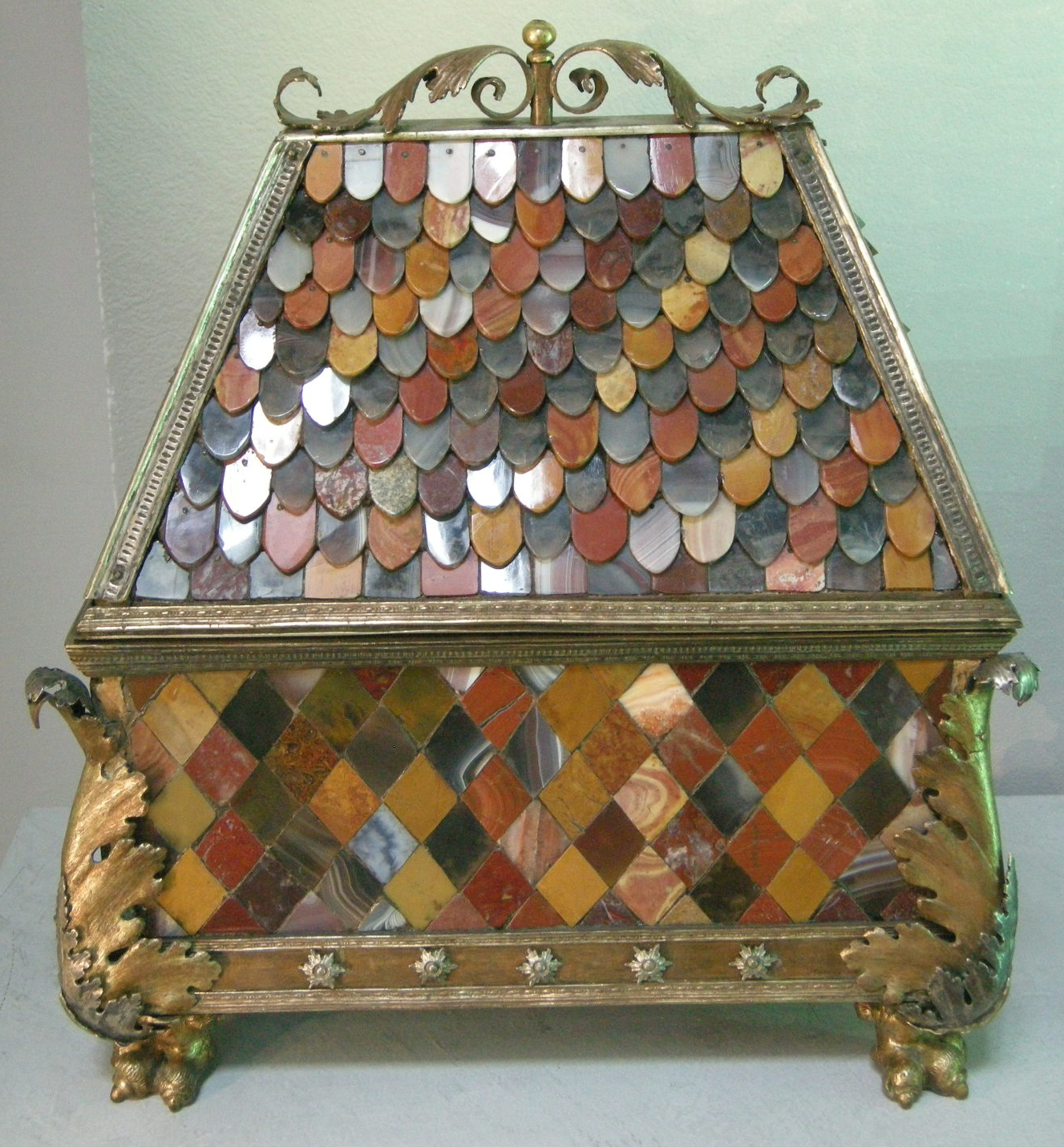
Флорентійська мозаїка як примітивний декор релікварію 15 століття

Вважають, що технологія мозаїки, яка отримала назву «флорентійська», започаткували у папському Римі у 16 столітті. В гірській Італії давно були знайдені поклади різнобарвних мармурів та декоративних порід каменю, що широко використовувались у декоруванні. Починалось з нескладних композицій, де використовували лише окремі стулки різного кольору. Іноді їх використовували як малі черепиці при створенні релікваріїв або декоративних вставок тощо. Своїм декором уславилась стара каплиця родини Медічі, стіни якої декоровані вставками різнобарвного каміння.

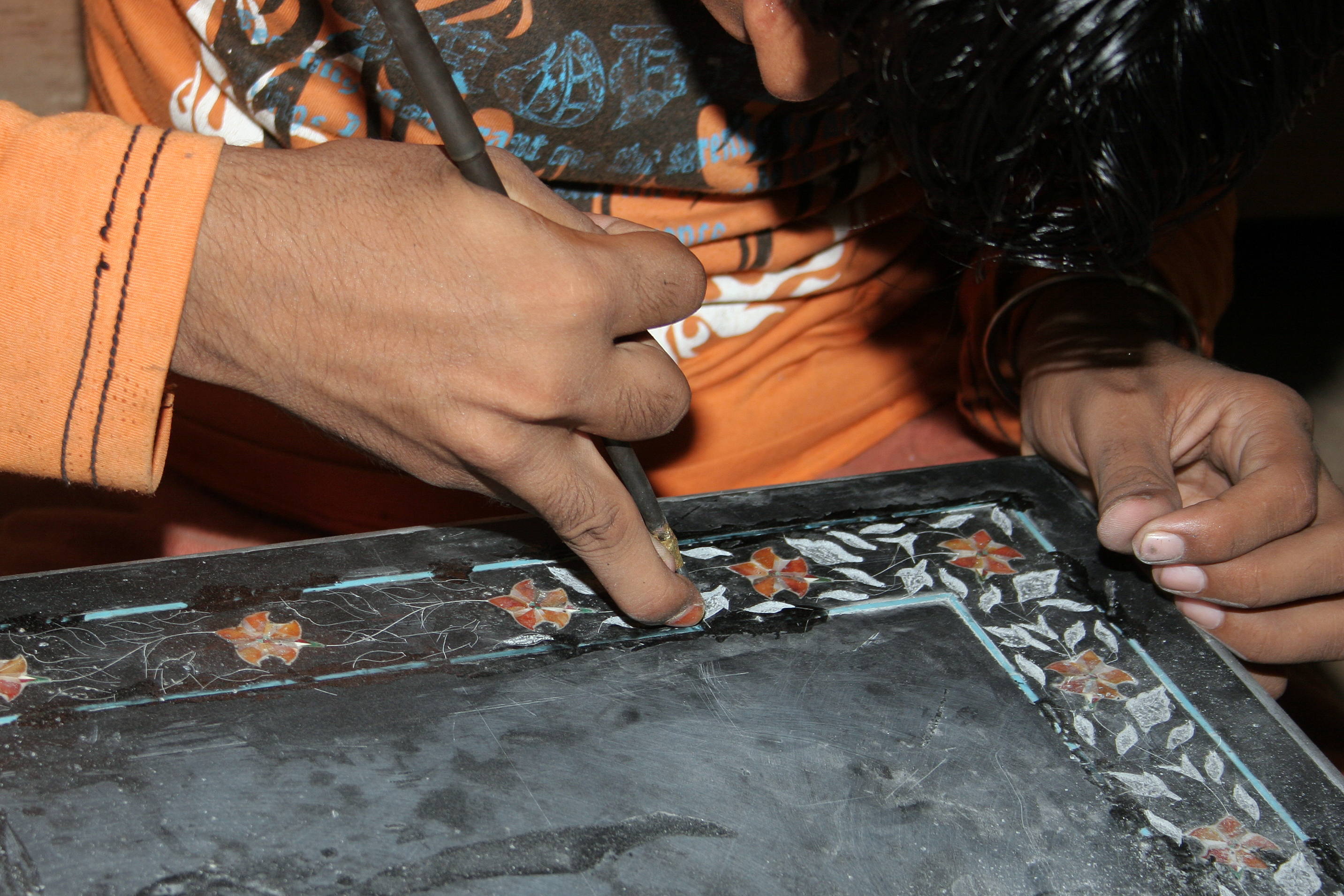
Розмітка майбутнього орнаменту, фото 2008 року.

Новішу каплицю Медічі запропонував Мікеланджело, який взагалі відмовився від використання декоративного каміння. Але про вічний матеріал не забули й настільки підняли рівень виробів з кольорового каміння, що мозаїка цілими стулками отримала назву за назвою міста Флоренція.
За технологією роблять узагальнений рисунок майбутнього твору, враховуючи наявність каменів потрібного кольору. Потім йде етап створення деталей рисунка, їхнє обточування і підгонки під рисунок. На завершальному етапі збірка і приклеювання деталей до основи мастиками. В практиці зустрічаються зразки у вигляді рельєфів (що підіймаються над тлом) або зашліфовані на єдиний рівень.
Шалене захоплення фігуративним живописом в Італії привело до спроб переведення живопису у картинах в технології флорентійської мозаїки. Обмеженість кольорів декоративних каменів призводила до схематизації зображень. Найбільш вдалими були натюрморти і орнаментальні композиції. Флорентійську мозаїку широко використовували також при створенні художніх надгробків, палацових стільниць, зображень дворянських гербів. Були випадки створення у технології флорентійської мозаїки та окремих портретів.
Узагальнення в композиціях та праця з обмеженою колористичною гамою у 20 столітті призвела до використання технологій флорентійської мозаїки для створення стінових панелей у суспільно значущих спорудах, на станціях метро, у театрах тощо.

## Матеріал
Типова флорентійська мозаїка передбачає використання кольорового каміння, дешевого, напівкоштовного і коштовного. Широко використовуються мармури різних відтінків, а також
- агат
- ляпіс лазур
- халцедон
- яшма та інші.

## Технологія флорентійської мозаїки у мусульманських країнах

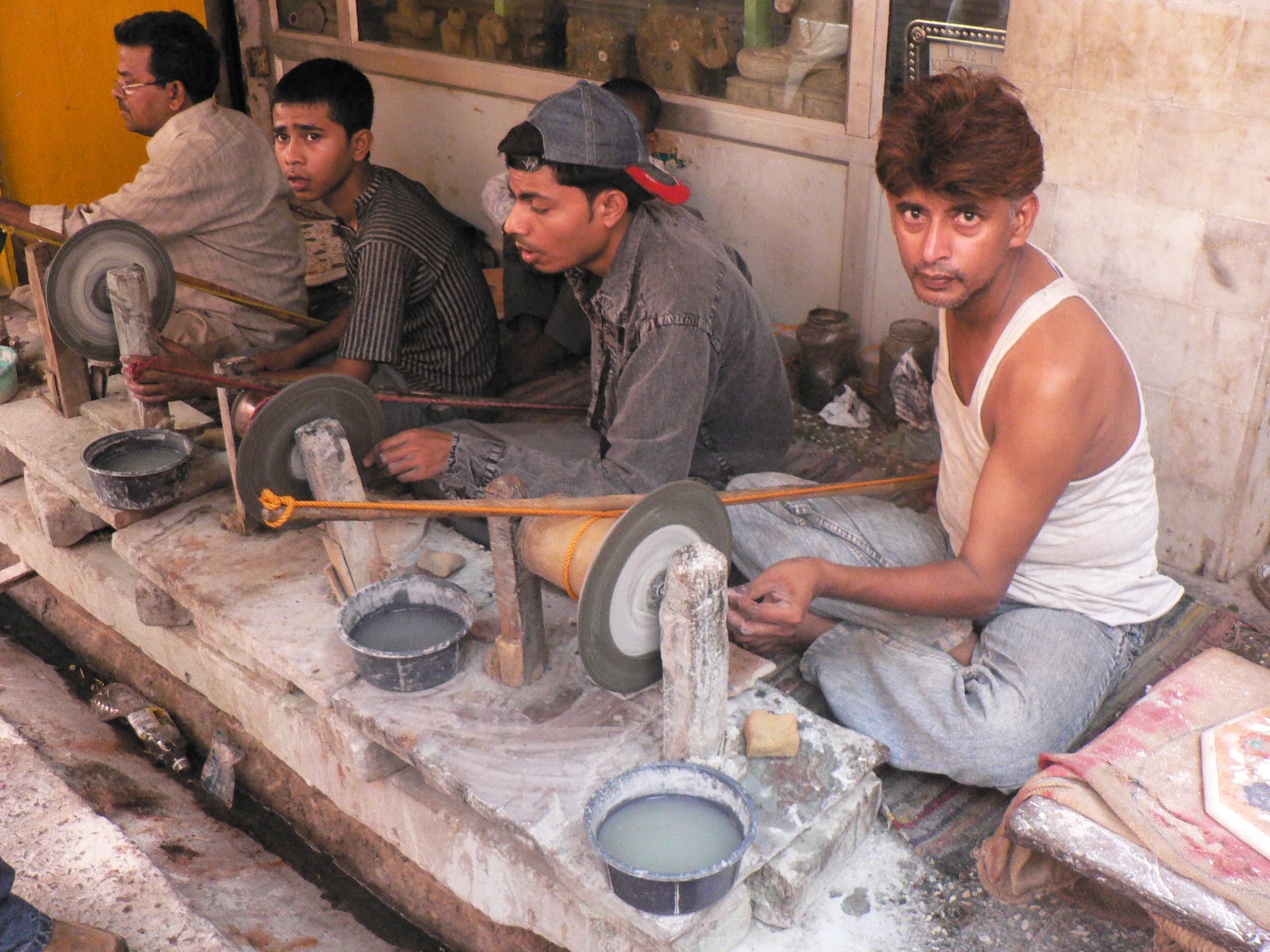
Приготування мармурових деталей для флорентійської мозаїки. Ремісники в Індії. Фото 2009 року.

Привабливі декоративні якості флорентійської мозаїки знайшли палких прихильників серед ремісників мусульманських країн. Релігійна заборона на реалістичні зображення відбилась тут у створенні геометричних орнаментів і каліграфічних написів. Століттями накопичувались декоративні зразки орнаментів та стилів у каліграфії. Флорентійська мозаїка добре підходила для створення як геометричних орнаментів чи рослинних візерунків, так і для окремих стилів каліграфії.

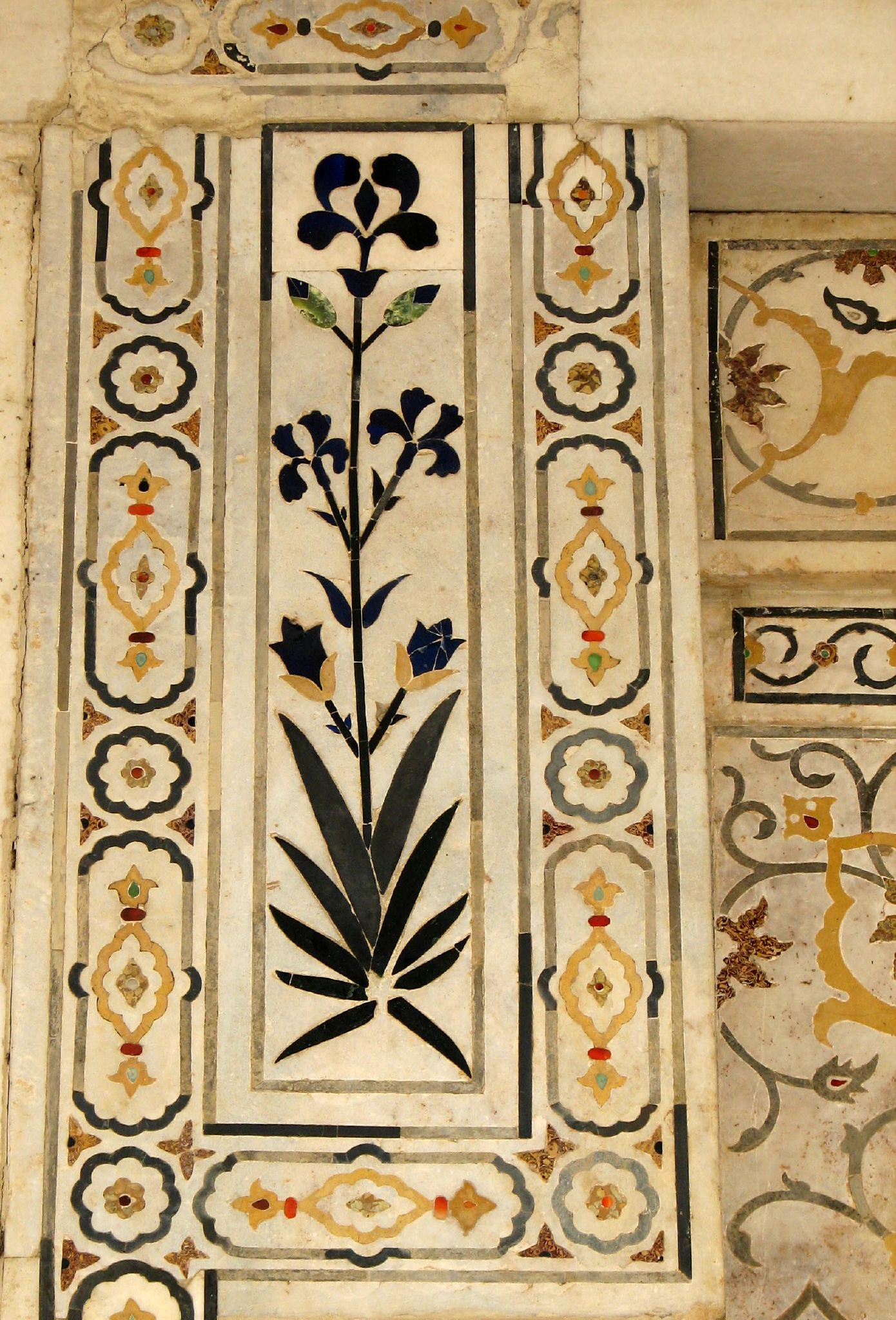
Форт Агра, Індія.
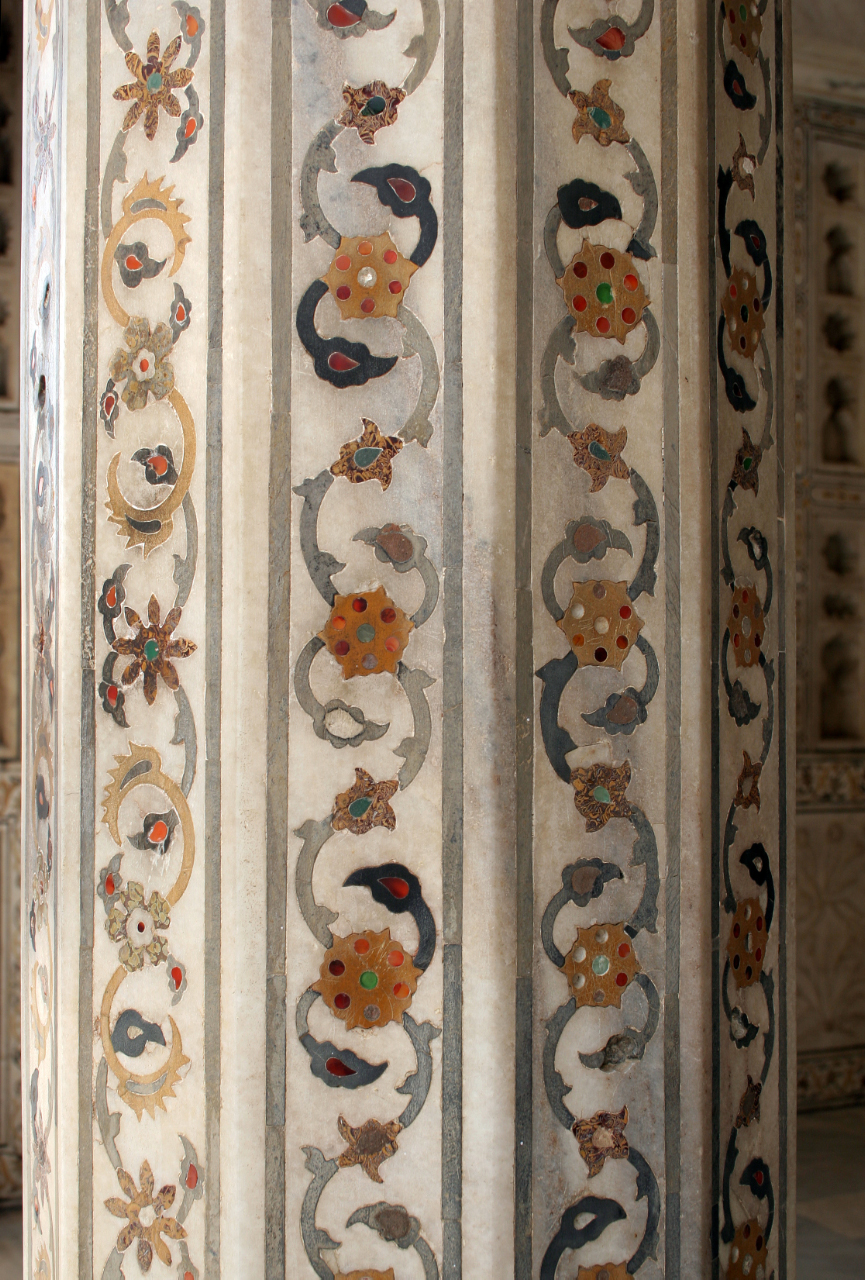
Форт Агра, Індія.
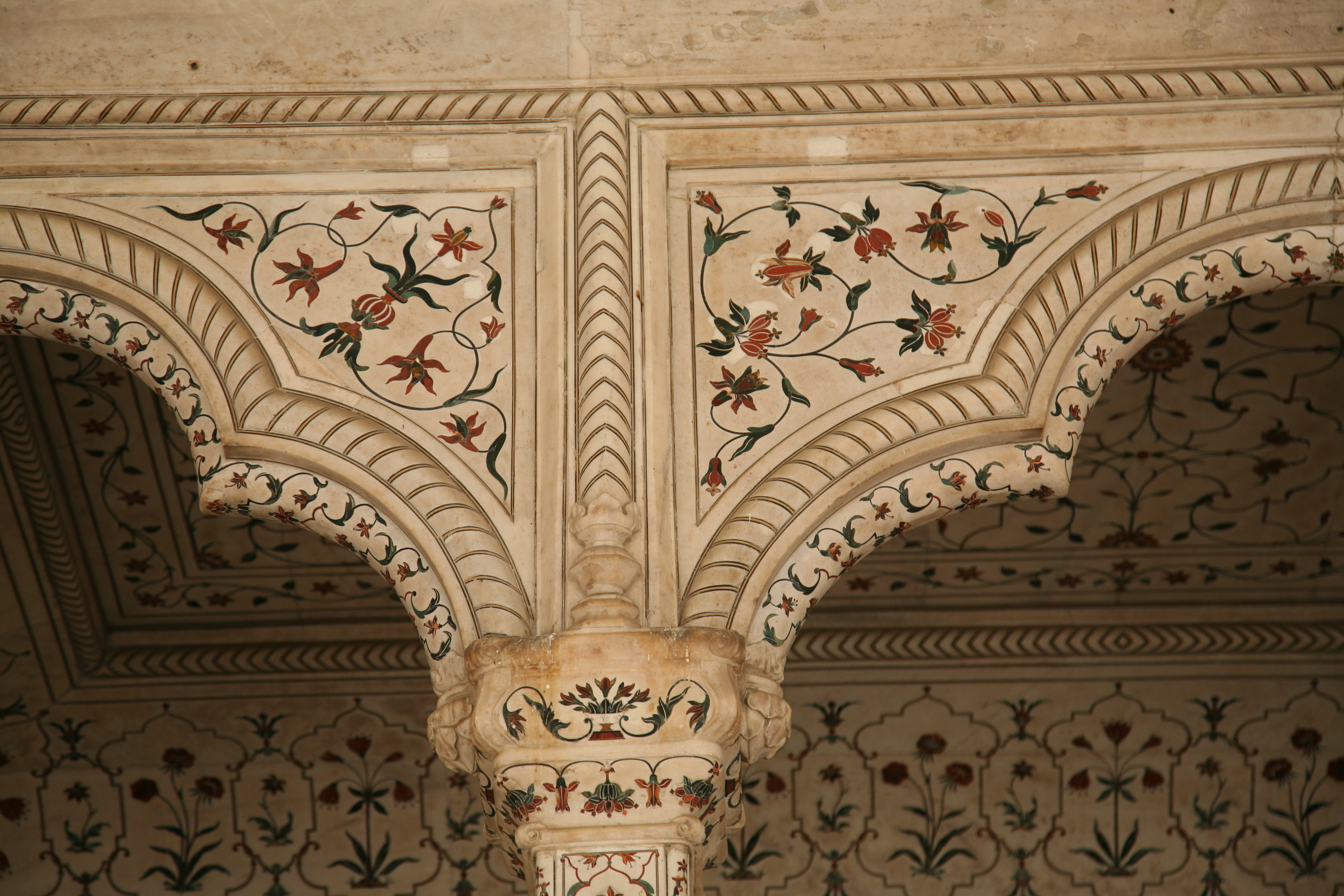
Червоний форт. Агра, Індія.
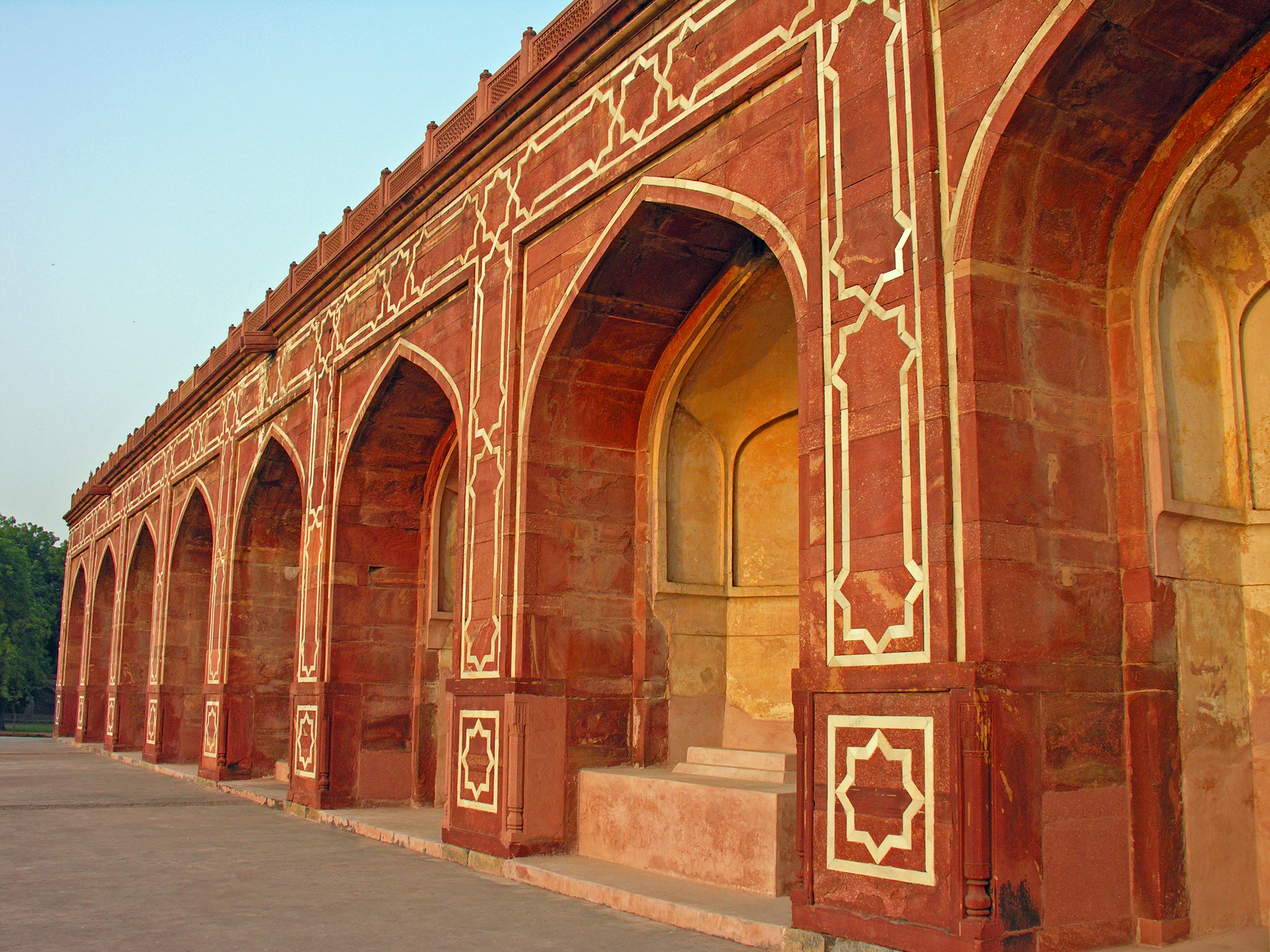
Флорентійська мозаїка, геометричний орнамент. Гробниця Хумаюна, Делі, Індія.

## Галерея обраних творів

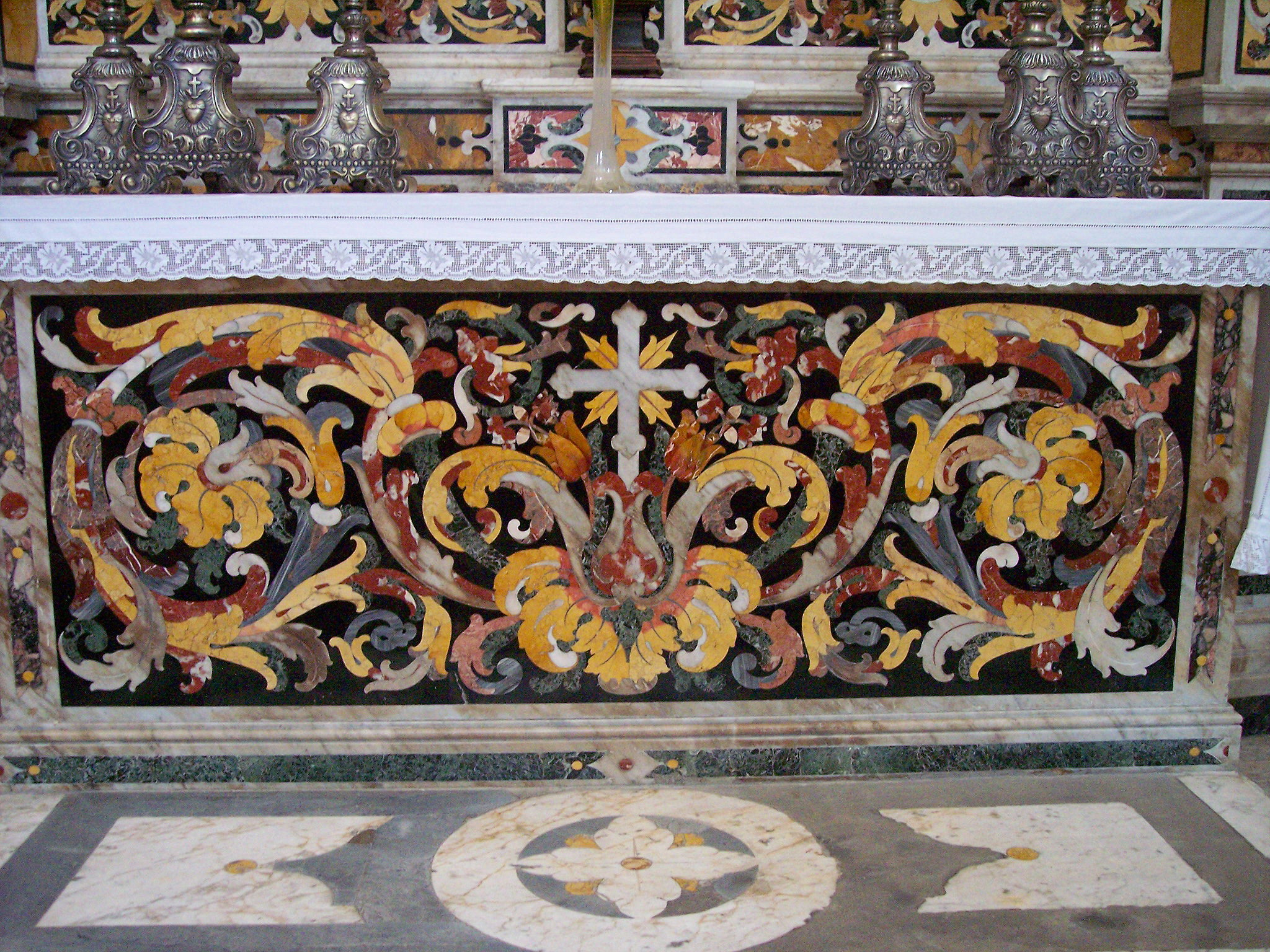
Декор вівтаря, собор Діви Марії, місто Дубровник. Хорватія.

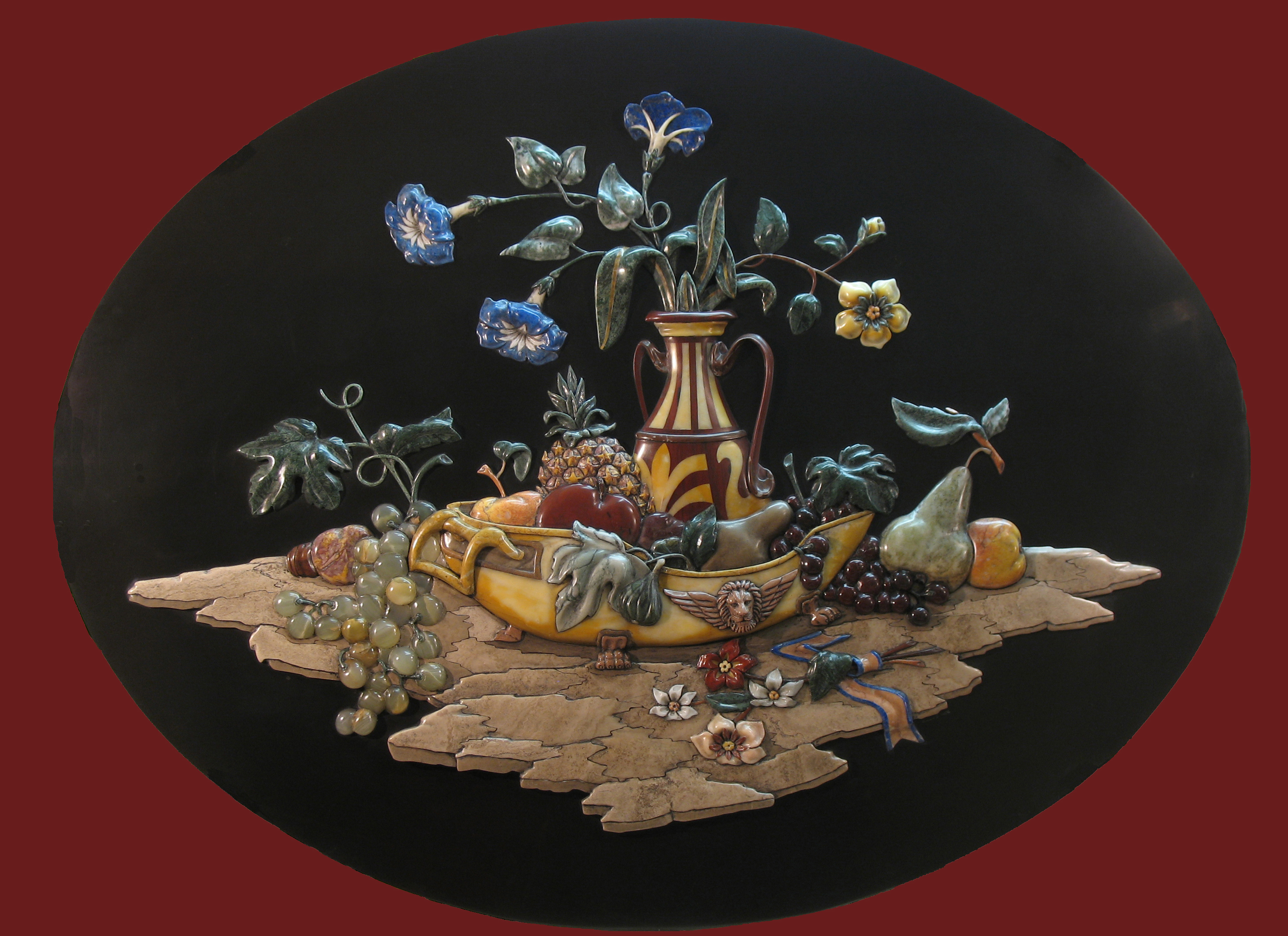
Натюрморт, Квіти та фрукти. Флорентійська мозаїка у техніці рельєфу.

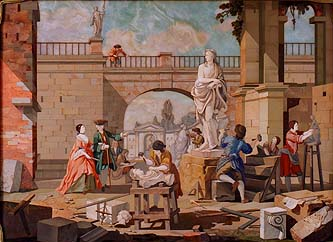
Флорентійська мозаїка. Майстерня скульптора, Хофбург, Німеччина.

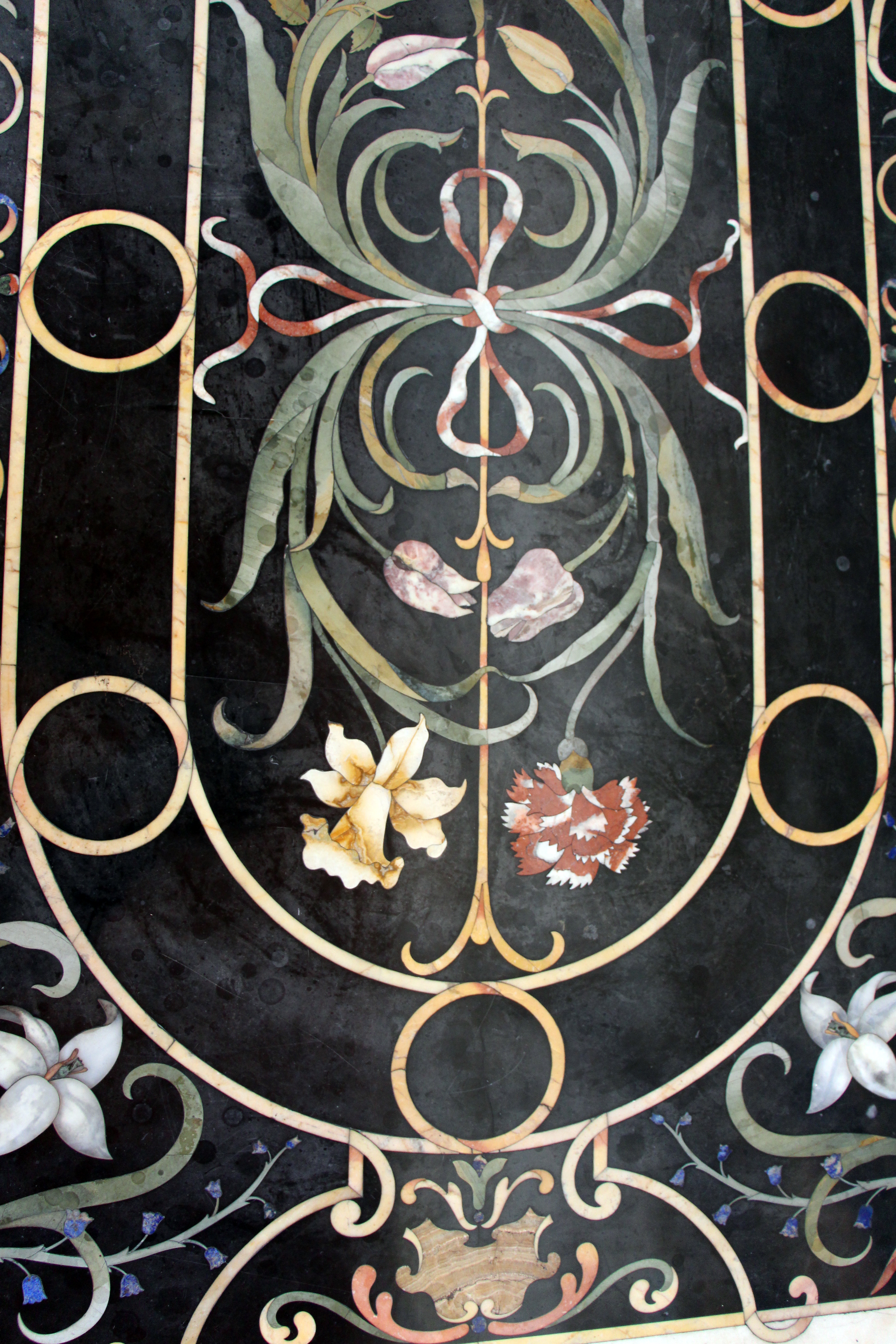
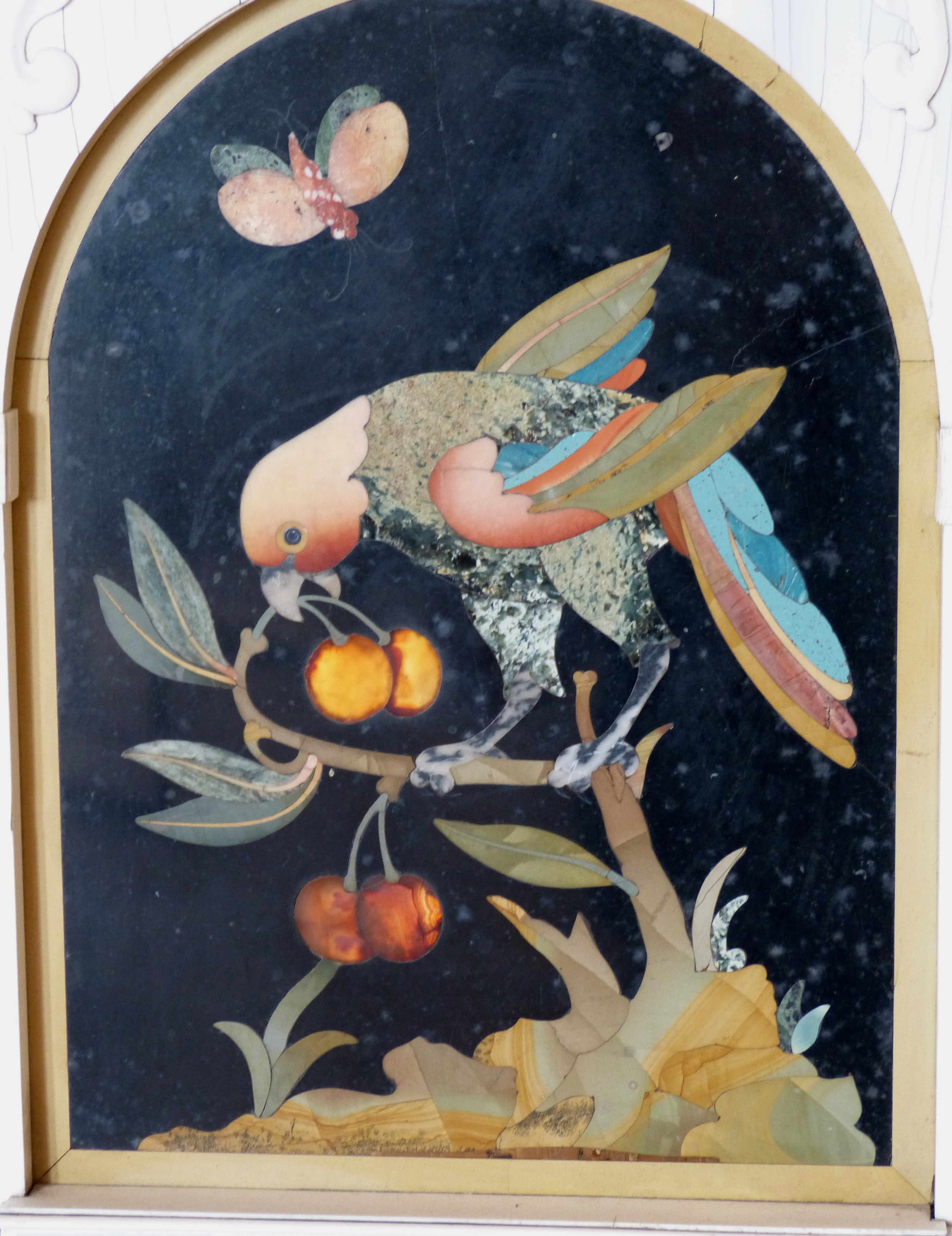
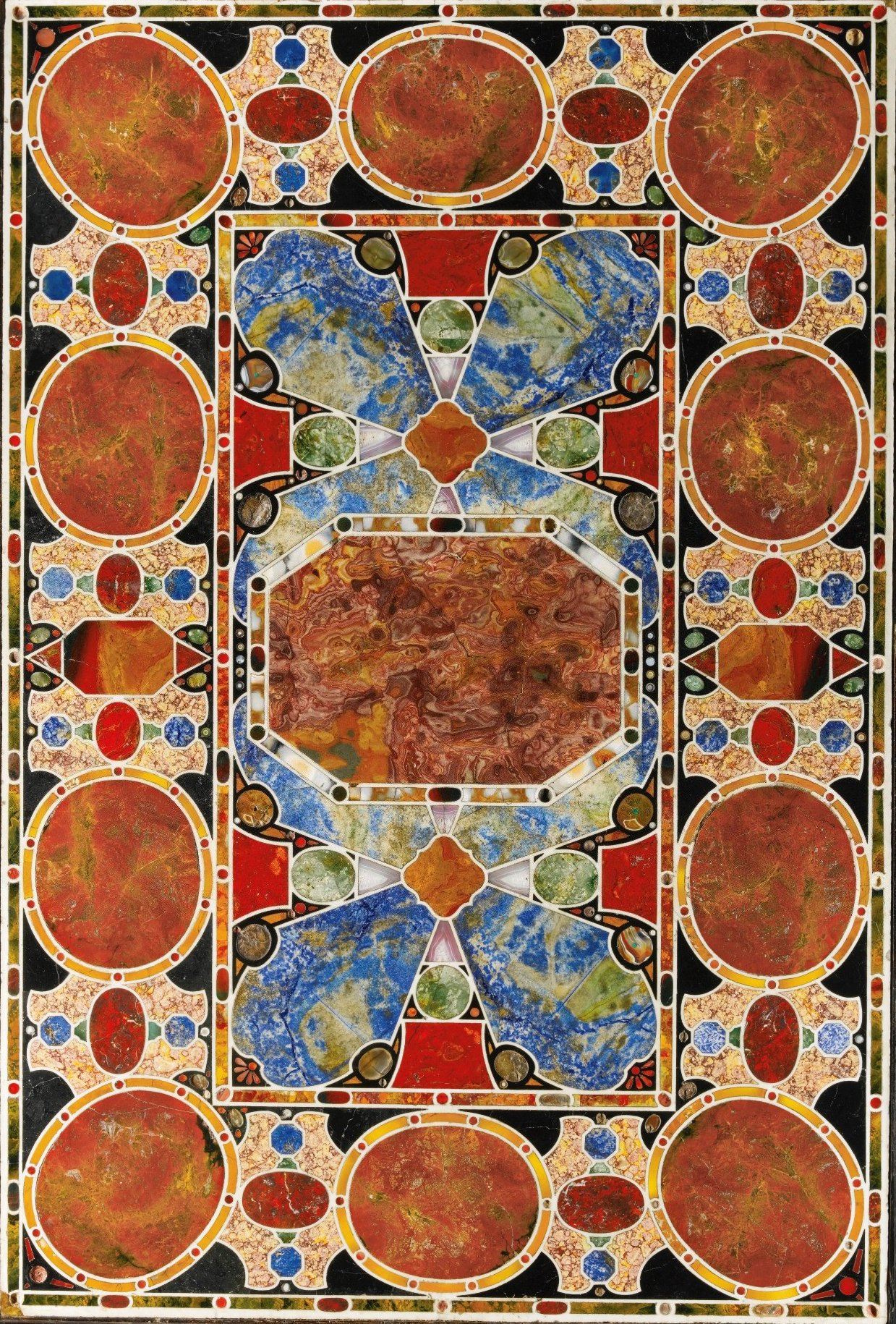
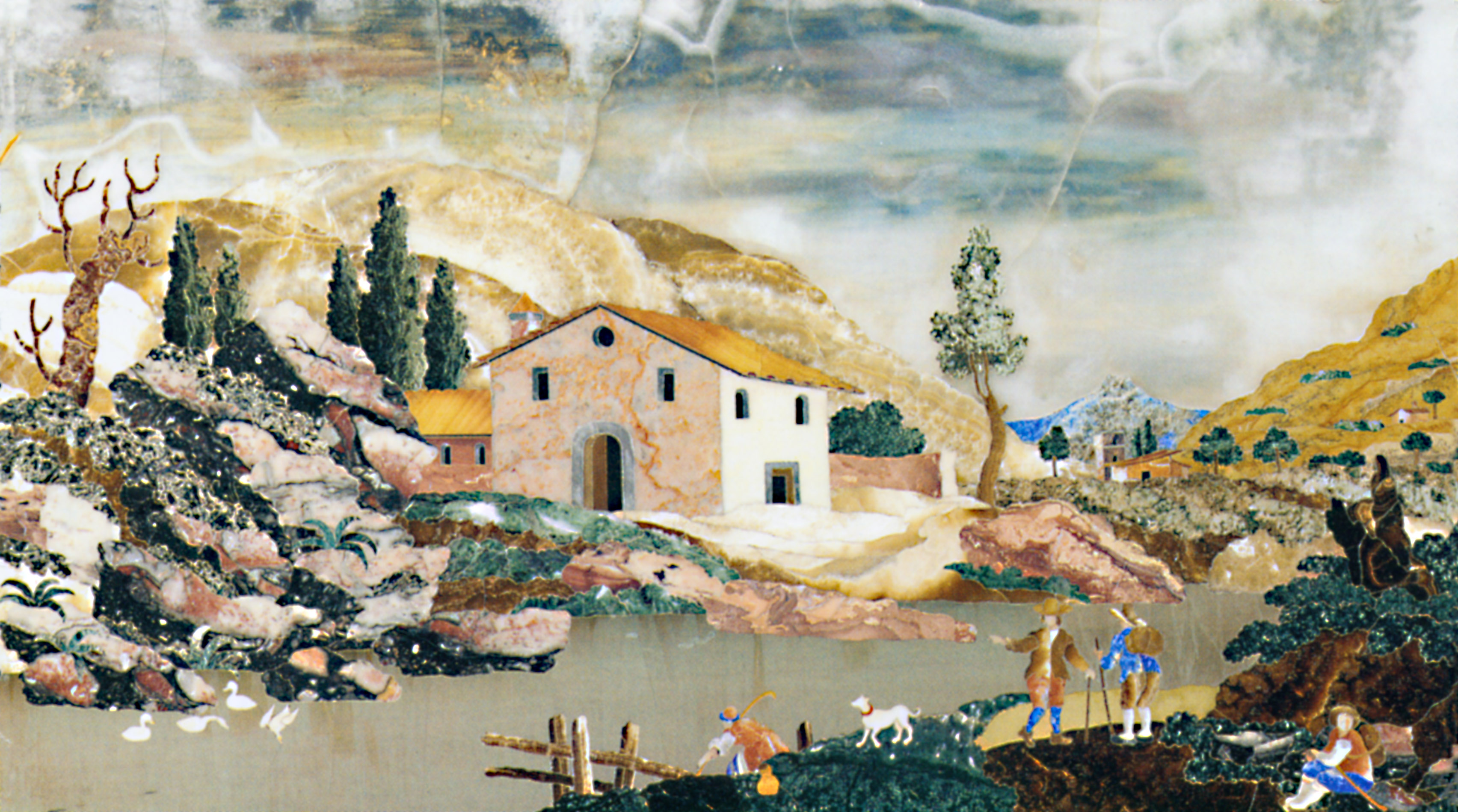